# Defender (jeu vidéo, 1981)
Pour les articles homonymes, voir Defender.
Defender est un jeu vidéo développé par Williams Electronics, paru en 1981 sur borne d'arcade. C'est le shoot 'em up qui inaugure le scrolling horizontal. Defender a été, grâce aux nouveautés apportées au genre et à sa rapidité, un jeu très populaire dans les salles d'arcade au début des années 1980.
Il a donné lieu à une suite, avec Stargate (également appelé Defender II) en 1981, et un remake sur ps2 en 2002 sous le titre Defender : For All Mankind.

## Système de jeu
Le joueur déplace librement un vaisseau en vue de profil à la surface d'une planète et le but du jeu est de détruire l'ensemble des ennemis et de sauver des humains capturés par des aliens. Le gameplay exige beaucoup de précision, car les vaisseaux ennemis sont petits, à l'instar du tir laser du vaisseau du joueur.
Defender est le premier jeu vidéo à utiliser la technique du scrolling horizontal (précédent Scrambling de 2 mois pour l'utilisation de cette technique). Suivant les plateformes, le scrolling est effectué soit sur une ville (Atari 2600) soit avec une représentation de reliefs en fil de fer... Dans Defender, la vitesse du scrolling peut varier suivant l'appui prolongé ou pas sur les touches de direction (ce qui n'est pas le cas pour scrambler). De plus, le scrolling peut s'effectuer à gauche ou a droite (seulement à droite pour Scramble).
Defender est aussi l'un des premiers jeux vidéo (sinon le premier) à incorporer dans le haut de l'écran un mini écran radar qui affiche en temps réel tout le tableau en cours, le cadrage de la vue actuelle, la position du joueur, celle des ennemis, etc. Ce genre d'écran radar sera repris par de nombreux jeux vidéo sous de multiples formes.
Defender est encore un des premiers jeux à incorporer cinq boutons : un pour tirer, un pour actionner le réacteur et ainsi faire avancer le vaisseau, un pour inverser la direction du vaisseau, un pour téléporter le vaisseau ailleurs dans le tableau, et enfin le dernier pour utiliser la smart bomb : une bombe qui détruit tout vaisseau se trouvant dans l'écran principal. Le joystick ne permettait que de déplacer le vaisseau verticalement. Il fallait un certain temps pour s'habituer à ces nouveaux contrôles, car la plupart des jeux shoot 'em up jusqu'alors ne comportaient qu'un seul bouton (pour faire feu).
Le nombre de bombes est limité ; il faut les utiliser avec parcimonie. Évidemment, plus on avance dans le jeu, plus le nombre d'aliens augmente, plus ils sont rapides, et plus ils tirent sur le vaisseau du joueur, ce qui culminait en une fin de jeu chargée d'adrénaline et à l'explosion fatale du dernier vaisseau du joueur.
Chaque 10000 points, le joueur gagne une nouvelle vie et une nouvelle bombe.
Cas particuliers : si un alien ayant capturé un humain parvient en haut de l'écran, il "digère" alors cet humain, change de forme et devient extrêmement agressif, tant au niveau de ses mouvements très saccadés (difficile à cibler) que de la cadence de ses tirs. Si les 10 humains disponibles au début du jeu ont fini par se faire digérer, le joueur subit alors un cataclysme : les montagnes volent en éclats, tous les aliens censés apparaitre de façon progressive apparaissent simultanément sous leur forme agressive. Même si le joueur termine ce niveau cataclysmique, le niveau suivant apparaîtra sans montagnes et sans humains et tous les aliens apparaîtront simultanément : le taux d'adrénaline monte très haut lorsque cela arrive et il n'était pas rare de voir s'amasser une bonne dizaine de spectateurs autour du joueur qui se contorsionnait pour trouver la cadence de tir phénoménale (de l'ordre de 10 à 15 appuis sur le bouton de tir, par seconde) nécessaire au passage de tels niveaux. Si toutefois le joueur parvenait à un niveau multiple de 5, alors ce niveau apparait avec 10 humains, et les montagnes sont de retour. Autre cas particulier : si le joueur est trop lent pour terminer le niveau, des soucoupes volantes font leur apparition, très plates et donc difficiles à cibler, elles sont les seuls aliens du jeu capables de rattraper le vaisseau lorsqu'il est à pleine vitesse.

## Exploitation
D'après son auteur, il est présenté au AMOA de Chicago, le 31 octobre 1980, et terminé quelques semaines après en novembre 1980.
Commercialisé en 1981 en salle d'arcade, Defender est un énorme succès malgré son système de contrôle intimidant
et sa  difficulté élevée.
Son gameplay exigeant et sa réalisation graphique et sonore ont été appréciés.
Il est estimé qu’en vingt ans d’exploitation, le jeu a rapporté un milliard de dollars.
Defender a été adapté sur Atari 2600 (1981), Atari 5200 (1982), ColecoVision (1983), Intellivision (1983, par Atarisoft). Il est également porté sur CPC sous le titre Defend or Die,,. On trouve aussi une version fidèle à l'originale dans Defender II (1990) de Jeff Minter sur Amiga et Atari ST.
Midway Games a réédité le jeu en 1994 sur Macintosh et à partir de 1995 sur compatible PC, Dreamcast, Game.com, Mega Drive, Nintendo 64, PlayStation, Saturn et Super Nintendo dans la collection Arcade's Greatest Hits. Le jeu fut également proposé sur Game Boy (1995) et Game Boy Color (1999) (en bundle avec Joust) et  sur Xbox 360 (2006) en téléchargement.

## Postérité
Defender est un jeu très influent dans l'histoire du jeu vidéo. Il a inspiré de nombreux jeux, notamment Attack of the Mutant Camels, Chopper Command (en), Dropzone, Protector II (en), Repton (en) sur systèmes 8-bit et Datastorm (en), StarRay (en) (le jeu fut même marketé aux États-Unis comme une suite de la série) et Guardian (en) sur systèmes 16/32-bit. Premier shoot 'em up à scrolling, Defender est aussi le premier du genre à proposer un scrolling libre (par opposition au scrolling forcé). Ce style de progression, qui permet de diversifier les objectifs de jeu, est resté relativement minoritaire dans le genre (si l'on excepte les nombreux shoot multidirectionnels) mais les exceptions sont parfois célèbres comme Choplifter, Fantasy Zone, Uridium ou Wings of Fury.
Le jeu est l'une des entrées de l'ouvrage Les 1001 jeux vidéo auxquels il faut avoir joué dans sa vie.